# RLGS 12–13
Die Tenderlokomotiven RLGS 12–13 sind Lokomotiven der Achsfolge 1’C, die von der Firma AEG für die Reinickendorf-Liebenwalder-Groß-Schönebecker Eisenbahn AG gebaut wurden. 1925 wurden zwei Lokomotiven in Dienst gestellt.
Mit der 1927 erfolgten Umbenennung der RLGS in Niederbarnimer Eisenbahn erhielten sie die Bezeichnung NbE 01" und 02" in Zweitbesetzung.
Diese gelangten nach dem Zweiten Weltkrieg zur Deutschen Reichsbahn und wurden möglicherweise als 74 6611–6612 umgezeichnet. Sie waren bis 1971 im Einsatz und wurden dann ausgemustert sowie verschrottet.

## Geschichte und Einsatz
Die Konstruktionen der Hersteller AEG und Krupp entwickelten ein eigenes Typenprogramm für die Achsfolgen C, 1’C und D, die sich erheblich in den technischen Daten und der Konstruktionscharakteristik von den Lokomotiven des ELNA-Programms unterschieden.
Zwei Lokomotiven wurden 1925 für die Reinickendorf-Liebenwalder-Groß-Schönebecker Eisenbahn AG gefertigt, die die Betriebsnummern 12 und 13 erhielten.
Die Lokomotiven der Niederbarnimer Eisenbahn wurden erst durch Fahrzeuge der neuen Traktionsarten ersetzt.

## DR 74 6611–12
Nach dem Zweiten Weltkrieg wurden sie von der Deutschen Reichsbahn übernommen und als 74 6611 und 74 6612 bezeichnet. Diese Umzeichnung wird angezweifelt.
Die Lokomotiven waren bei Erfassungen 1950 und 1953 in Basdorf beheimatet. Danach kamen sie nach Berlin-Pankow, wo sie bis zu ihrer Abstellung blieben. Ausgemustert wurden die Lokomotiven 1965 und 1966, in denselben Jahren wurden sie auch verschrottet.

## Technische Merkmale
Die Lokomotiven besaßen einen Blechrahmen mit einer Stärke von 22 mm und einer lichten Weite von 1.240 mm zwischen den Rahmenplatten. Als Querversteifungen dienten die beiden Pufferbohlen und im Bereich der Kuppelradsätze eingenietete Bleche. Die Radsätze waren fest im Rahmen gelagert, der Treibradsatz war der mittlere Radsatz. Der Laufradsatz war als Adamsachse ausgebildet. Die Heusinger-Steuerung der Dampfmaschine besaß Kolbenschieber der Regelbauart mit Druckausgleicher der Bauart Winterthur.
Der Langkessel bestand aus zwei Schüssen, sie waren durch eine Doppellaschennietung miteinander verbunden. Daran schloss sich der Stehkessel mit einer Feuerbüchse aus Kupfer an, seine Rückwand war gerade ausgeführt. Der Rauchrohrüberhitzer der Bauart Schmidt war in der Rauchkammer mit einem Überhitzerkasten versehen. Die Rauchkammer war ziemlich groß und trug einen kleinen, schwach konischen Schornstein. Zur Kesselspeisung dienten eine Kolbenspeisepumpe Bauart Knorr mit auf dem Rahmen liegenden Oberflächenvorwärmer gleichen Fabrikates und eine Strahlpumpe Bauart Strube. Die Sicherheitsventile waren solche der Bauart Pop. Der erste Langkesselschuss trug einen Speisedom mit Kesselspeiseventilen, der zweite Kesselschuss den Dampfdom mit Regler sowie den unter einen gemeinsamen Verkleidung sich befindlichen Sandkasten.
Die Lokomotiven waren mit großen seitlichen Wasserkästen und geräumigem Führerhaus ausgerüstet, was allseitig geschlossen war. Die indirekte Bremse von Knorr bremste die Kuppelradsätze einseitig von vorn ab. Die dafür benötigte Druckluft wurde von einer zweistufigen Luftpumpe erzeugt, ihre Lage war rechts vorn neben der Rauchkammer. Der Sandstreuer arbeitete ebenfalls mit Druckluft; er sandete den ersten Radsatz von vorn und den zweiten von hinten. Die Lokomotiven waren mit Petroleumbeleuchtung ausgeliefert worden, erst später wurde diese durch eine elektrische Beleuchtung ersetzt. Die Maschinen besaßen zur Signalgebung ein Dampfläutewerk Bauart Latowski vor dem Schornstein sowie eine Dampfpfeife vor dem Führerhaus.